# Slot 1

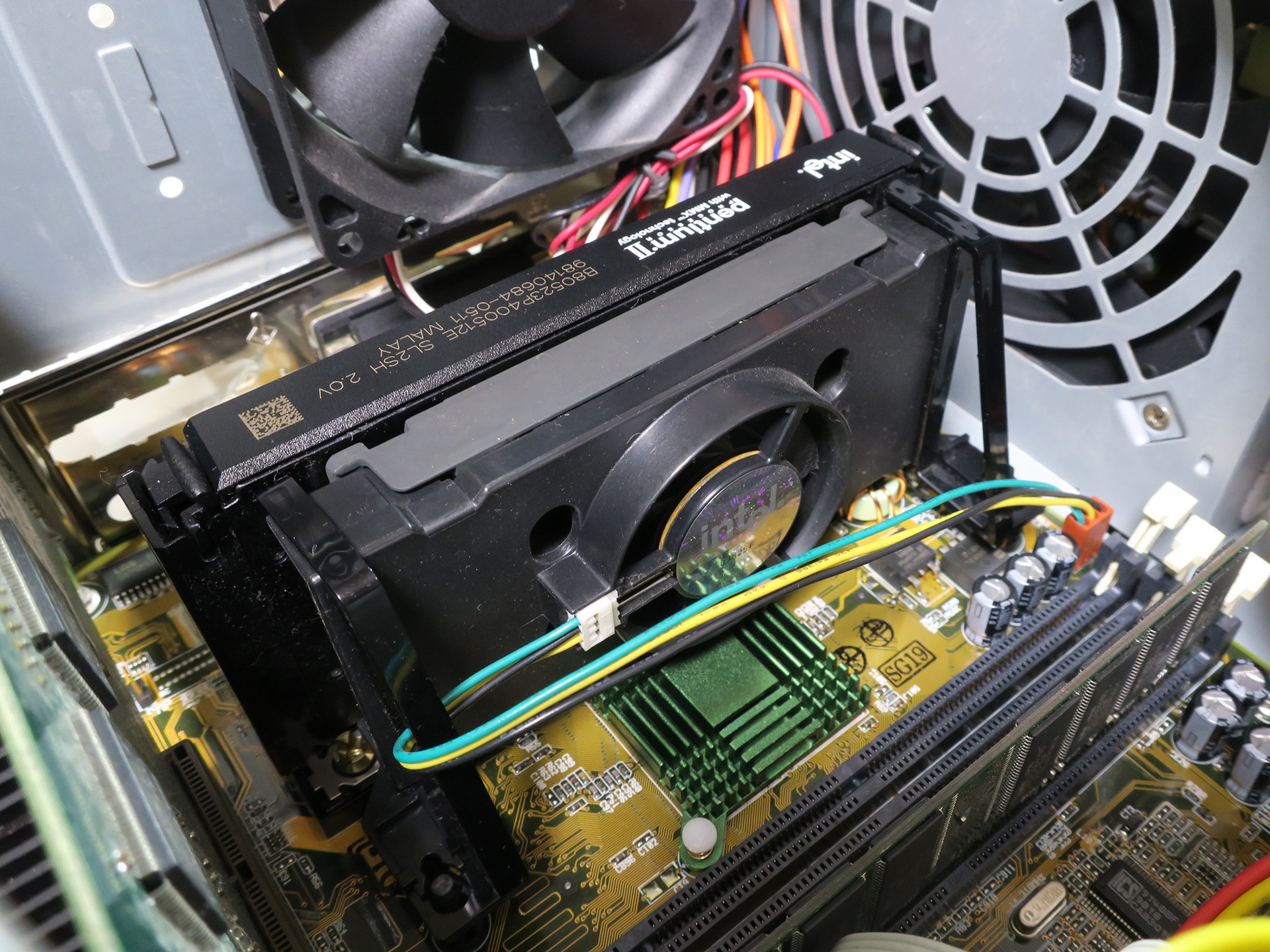
マザーボード上のPentium II SECCパッケージ

Slot 1（スロット1）は、いくつかのインテルのマイクロプロセッサで使われたスロットの、物理的・電気的仕様のことである。Slot 1は接点が242本あることからSC242とも呼ばれ、CeleronとPentium IIとPentium IIIで使用された。

## 概要
Slot 1はPentium以前のプロセッサで使われていた正方形のZIF PGA/SPGAソケットを使用せず、代わりにAGPスロットやPCIスロットに似た形状の242ピンのエッジ・コネクタを持つ、シングル・エッジ・コンタクト・カートリッジ（SECC）やシングル・エッジ・プロセッサ・パッケージ（SEPP）やシングル・エッジ・コンタクト・カートリッジ 2（SECC2）にCPUを搭載した。このCPUカートリッジを固定するためのリテンションキットも用意された。このような形状になったのは、Pentium IIの設計において、先代のPentium Proのように2次キャッシュメモリをCPUコアと一緒にパッケージの中に組み込む事を諦め、メモリチップをパッケージの外の基板上に出したためである。集積技術の発達で大量の2次キャッシュがコアに組み込めるようになると、このような設計をする必要がなくなり、CPUは再びソケット形状（Socket 370）に回帰していくことになった。
Slot 1を使用した一部のマザーボードは、デュアル構成でのインテルのプロセッサをサポートした。また、一部のマザーボードではSocket 370とSlot 1の両方を備え、どちらのソケットおよびスロットでも利用することが出来たが、同時に使用することは出来なかった。
Slot 1の仕様は、Socket 7よりも高いバスレートを可能としており、Slot 1のマザーボードは、GTL+バスプロトコルを使用していた。Slot 1以後はCPUバスプロトコルに対してインテルが特許を取ったため、インテルに無断で互換CPUを作る事は不可能になってしまった。
一部の350MHz及び450MHzのPentium IIと、ほとんどのSlot 1のPentium IIIは、CPUカートリッジの形状が変更されたSECC2で提供された。CPUカートリッジを固定するためのリテンションキットは、SECC/SEPP用とSECC2用では互換性がないので注意を要する。また、マザーボードによっては、リテンションキットが付属しない状態で発売されていたものもあった。リテンションキットが付属しない場合や、付属のリテンションキットが手持ちのCPUカートリッジに適合しない場合は、別売のリテンションキットを購入し、自身で取り付けしなければいけなかった。リテンションキットなしでCPUカートリッジを装着するのは、CPUカートリッジが緩んだり抜けたりする可能性があるので推奨されない。
AMDが使用した Slot Aは、形状は同一のものであったが電気的な互換性はなく、誤挿入を避けるために取り付け向きも逆になっていた。Slot A用のCPU（Athlon）も当初はキャッシュメモリがコアと分離されており、Slot Aが採用された経緯はSlot 1のそれと同じである。こちらも後にソケット形状（Socket A）に移行した。

## 互換性
Slot 1はSocket 370と電気的な互換性があるので、Slot 1をSocket 370に変換するゲタが利用でき、主にマザーボードメーカーから多数の商品がリリースされた。このタイプのゲタはマザーボードと同一メーカーの商品を使用する事が推奨され、同社製のマザーボードとセットで使用することにより、変換先のCPUの動作保証をしていた事も多くあった。ただし、チップセットが対応しないCPUには単純な変換では対応できないので、後述する電圧やFSBを変換するゲタが必要であった。
Slot 1を搭載したマザーボードはSlot 1の普及時期がIntel 440系の普及時期と被っていたためIntel 440系が多く、Tualatin/Tualatin-256KやFSB 133MHzには対応できないものが多かったが、電圧やFSBを変換するゲタを利用すれば、対応できないCPUでも対応できる場合があった。
このタイプのゲタは主にPowerLeapから発売され、Katmai/Mendocino/Coppermine/Coppermine-128Kにしか対応しないマザーボードをTualatin/Tualatin-256Kに対応できたりした。ただしTualatinを利用する場合は、前述の単純にSlot 1をSocket 370に変換するだけのゲタや、Mendocinoコア以前のCeleronやPentium IIしか想定されていないSlot 1マザーにSocket 370版Coppermineを載せるようなゲタよりも低電圧に変換するため、大容量の電解コンデンサを搭載しており、その分だけ相性も厳しかったようである。もともとSlot 1版の存在するCoppermineはBIOSのアップデートで対応するケースも少なくなかったが、Tualatinには本来Slot 1版が存在せず、BIOSが対応していない状態でCPUを動作させても該当CPUのマイクロコードがない状態で動作させる形になるという危険もある。

## 技術仕様
- 対応チップ形状
  - シングル・エッジ・コンタクト・カートリッジ（SECC） - （Pentium II）
  - シングル・エッジ・コンタクト・カートリッジ 2（SECC2） - （Pentium III）
  - シングル・エッジ・プロセッサ・パッケージ（SEPP） - （Celeron）
- ピン数
  - 242ピン
- バスプロトコル
  - GTL+
- FSB
  - 66, 100, 133MHz
- 電圧範囲
  - 1.65V から 2.80V

## 採用製品
CPU
- Intel
  - Pentium II（SECC & SECC2, 233 - 450MHz）
  - Pentium III（SECC[注 5] & SECC2, 450 - 1133MHz[注 6]）
  - Celeron（SEPP, 266 - 433MHz）

チップセット
- Intel
  - 440 Chipset
  - 810 Chipset
  - 820 Chipset
  - 840 Chipset
- ALi
  - ALADDiN PRO II
- SiS
  - 5600, 620
- VIA
  - Apollo Pro, Pro Plus, Pro133
- ServerWorks
  - ServerSet I, II, III HE